# I Can Hear
『I Can Hear』（アイ キャン ヒアー）は、DISH//の楽曲。2013年6月19日にSony Recordsから1枚目のシングルとして発売された。本作をもってメジャーデビューとなる。

## 概要
- 自身のメジャーデビューシングル[1][2]。
- CDは初回生産限定盤、通常盤の2形態で発売。
- 表題曲「I Can Hear」は、テレビ東京系アニメ『NARUTO -ナルト- 疾風伝』のエンディングテーマである[1]。
  - 2013年4月29日、同曲のミュージック・ビデオが公開された[3]。
  - 同年6月12日、CDの発売に先駆け先行配信された。
- 初回生産限定盤の特典DVDには、表題曲「I Can Hear」のミュージック・ビデオとメイキング映像を収録[3]。
- 2013年6月21日、本作が台湾でも発売された[4]。
  - 同年7月5日、この発売に伴い、『NARUTO』のイベント『火影忍者疾風傳 全球首部展』に出演し、初の海外ライブを果たした[5]。
- 2022年1月1日、自身のバンド結成10周年を記念したリテイクプロジェクト『再青』の第1弾として、表題曲「I Can Hear」のリテイクバージョンが配信リリースされた[6]。

## 収録曲

### CD
1. I Can Hear
作詞・作曲：磯崎健史
編曲：川端良征
  - テレビ東京系アニメ『NARUTO -ナルト- 疾風伝』エンディングテーマ[1]
2. こくっちゃえっつーの!
作詞・作曲：小倉しんこう
編曲：小倉しんこう、梅原新
3. TENKOUSEI
作詞：岡部波音
作曲・編曲：川副克弥
4. I Can Hear 〜Instrumental〜

### 特典DVD（初回生産限定盤）
1. 「I Can Hear」ミュージックビデオ スペシャルバージョン
2. 「I Can Hear」ミュージックビデオ メイキング

## 再青
『I Can Hear (in 2022)』（アイ キャン ヒアー イン 2022）は、DISH//の楽曲。2022年1月1日にSony Recordsから『再青』第1弾として配信された。

### 概要（再青）
- 自身のバンド結成10周年を記念したリテイクプロジェクト『再青』の第1弾として、「猫」と同時リリースされた[6]。
- 配信時点のメンバー4人の演奏とボーカルでリテイクされている[6]。
- 本作のジャケット写真は、覆面アーティストのCOIN PARKING DELIVERYが担当[6]。
- リテイクに対して、メンバーの北村匠海は、「あの時の、衝動でしか前に進めない、とにかく走り出すしかない。そんなこと思いながら突き進んできて、今あの頃を振り返ることができている。こんな幸せな事ない」とコメントした[6]。
- 2022年4月6日、上述の『再青』のプロジェクト楽曲をコンパイルしたコンピレーション・アルバム『再』にて、本曲が収録され、同バージョンはCD初収録となった[7]。

### 収録曲（再青）
1. I Can Hear (in 2022)
作詞・作曲：磯崎健史
編曲：川端良征
  - テレビ東京系アニメ『NARUTO -ナルト- 疾風伝』エンディングテーマ[1]